# Ann Power-Forde
Ann Power-Forde (* 23. November 1962 in Dublin) ist eine irische Juristin. Sie war von 2008 bis 2020 Richterin am Europäischen Gerichtshofs für Menschenrechte (EGMR) in Straßburg. Seit 2019 ist sie Richterin am irischen Court of Appeal.

## Leben und Wirken
Power studierte von 1980 bis 1984 zunächst Anglistik und Philosophie am Mater Dei Institute of Education und erhielt nach ihrem Masterstudium von 1984 bis 1987 am Trinity College Dublin ihren Abschluss in Philosophie.
Ab 1986 arbeitete Power als Englischlehrerin an einer weiterführenden Schule. Ab 1989 ließ sie sich am King’s Inns zur Rechtsanwältin ausbilden. 1993 wurde sie als Barrister zur Rechtsanwaltschaft zugelassen. 2006 wurde sie zur Senior Counsel ernannt. Am 22. Januar 2008 wurde sie als Vertreterin Irlands zur Richterin am Europäischen Gerichtshof für Menschenrechte (EGMR) gewählt. Mit Wirkung vom 30. Oktober 2014 trat sie von diesem Amt zurück und arbeitete wieder als Rechtsanwältin.
Am 27. Februar 2017 wurde sie zur Vorsitzenden Richterin an den Kosovo Specialist Chambers and Specialist Prosecutor’s Office ernannt. Sie schied aus der Einrichtung am 4. November 2019 wieder aus, nachdem sie zur Richterin am Court of Appeal ernannt wurde.